# Sant Iscle de Senyús
Sant Iscle de Senyús és una església romànica de Cabó (Alt Urgell) inclosa a l'Inventari del Patrimoni Arquitectònic de Catalunya.

## Descripció
Sant Iscle es troba al poble abandonat de Senyús, a uns 4 quilometres de Cabó. És un edifici d'una nau, coberta amb volta de canó, amb un absis semicircular que va ser sobrealçat. A la façana de ponent es troba la porta principal d'arc de mig punt amb una arquivolta, un ull de bou i un campanar d'espadanya de dos ulls grans d'arc de mig punt i un més petit, situat entre els altres dos ulls i a un nivell superior. al costat nord se li va afegir un cos.

## Història
El poble de Senyús apareix l'any 1162, en l'acte d'homenatge i jurament de fidelitat prestat pels habitants de la vall de Cabó al bisbe Bernat Sanç. L'església, actualment abandonada, era sufragània de Cabó.